# Liparis delicatula
Liparis delicatula är en orkidéart som beskrevs av Joseph Dalton Hooker. Liparis delicatula ingår i släktet gulyxnen, och familjen orkidéer. Inga underarter finns listade i Catalogue of Life.